# جاي إلوود ديفيس
جاي إلوود ديفيس (بالإنجليزية: J. Elwood Davis)‏ هو مدير فني أمريكي، ولد في 18 سبتمبر 1892 في كوريكشنفيل في الولايات المتحدة، وتوفي في 9 يناير 1974 في آيوا سيتي في الولايات المتحدة.